# 莱希河畔兰茨贝格县
莱希河畔兰茨贝格县（德語：Landkreis Landsberg am Lech）是德国巴伐利亚州的一个县，隶属于上巴伐利亚行政区，首府莱希河畔兰茨贝格。

## 地理
莱希河畔兰茨贝格县北面与艾夏赫-弗里德贝格县，东北面与菲斯滕费尔德布鲁克县，东面与施塔恩贝格县，南面与魏尔海姆-雄高县，西面与东阿尔高县和奥格斯堡县相邻。